# فرانك بيكر (لاعب كرة قدم)
فرانك ببكر (بالإنجليزية: Frank Baker) (22 أكتوبر 1918 بستوك أون ترينت في المملكة المتحدة - 10 ديسمبر 1989 بستوك أون ترينت في المملكة المتحدة) هو لاعب كرة قدم بريطاني (وحمل سابقاً جنسية المملكة المتحدة لبريطانيا العظمى وأيرلندا) في مركز الهجوم. لعب مع بورت فايل وستوك سيتي وستافورد رينجرز وليك تاون ‏.